# Hakawai

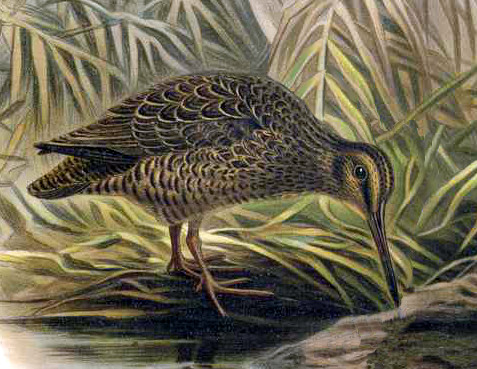
Bekas auklandzki, obrazek z Birds of New Zealand (pol. "Ptaki Nowej Zelandii") Bullera z 1888

Hakawai (Hokioi na Wyspie Północnej Nowej Zelandii; występują również liczne podobne, nieznacznie różniące się warianty) – w mitologii maoryskiej z Nowej Zelandii ptak, którego niekiedy słyszano, ale nigdy nie widziano. Obecnie wiąże się go z nocnymi pokazami w powietrzu bekasowatych z rodzaju Coenocorypha.

## Mitologia

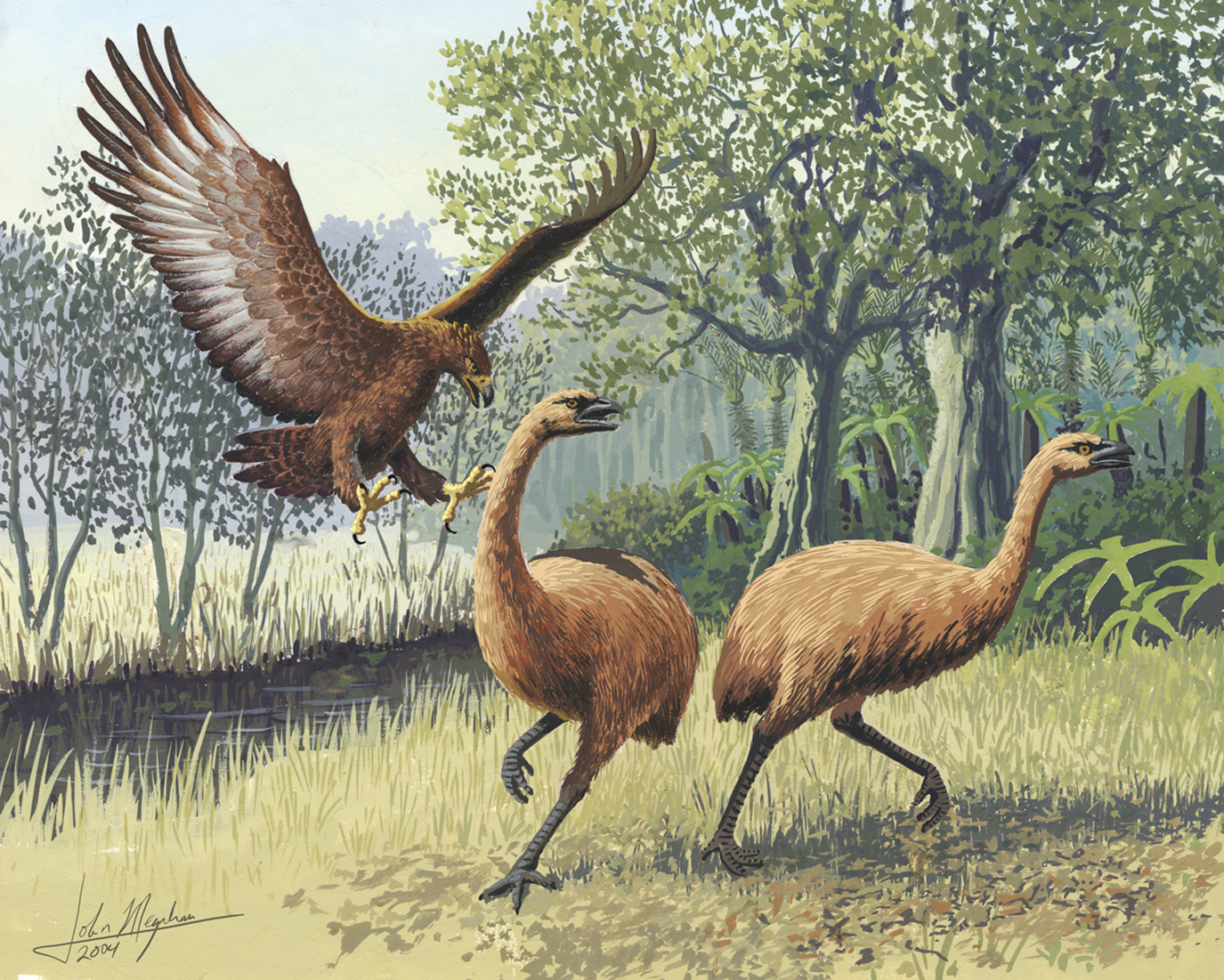
Odgłosy przypisywano olbrzymiemu drapieżnemu ptakowi. Na obrazku orzeł Haasta atakujący moa

W mitologii maoryskiej Hakawai był jednym z 11 tapu, świętych ptaków boga wiatru Raka Maomao. Hakawai żył w niebiosach. Na ziemię zstępował jedynie nocą. Uważano go za gigantycznego drapieżnego ptaka. Władca Ngāti Apa, używając nazwy Hokioi, opisał go gubernatorowi Nowej Zelandii sir George'owi Greyowi. Wedle jego relacji ptak był barwy czerwonej, czarnej i białej, miał upierzenie czarne z żółcią i zielenią. Na czubku głowy nosił pęczek czerwonych piór. Ptak ten miał też dorównywać wielkością moa.
Usłyszenie odgłosów Hakawai uznawano za złą wróżbę, tradycyjnie za zapowiedź wojny. Ornitolodzy w Nowej Zelandii zastanawiali się, czy mit wiąże się z jakimś realnie istniejącym ptakiem, wymarłym bądź wciąż jeszcze istniejącym. Niektórzy z nich przypisywali mit zachowanej przez lud pamięci orła Haasta (Harpagornis moorei), wymarłego i prehistorycznego ptaka.
Choć wspomnienie Hakawai występuje w mitologii maoryskiej poprzez całą Nową Zelandię, w czasach historycznych  (a więc od europejskiego osadnictwa na głównych wyspach) bezpośrednie doświadczenia z Hakawai (a więc usłyszenie wydawanego przezeń dźwięku) w większości ograniczały się do  Wysp Muttonbird, kilku niewielkich wysp w okolicy cieśniny Foveaux i wyspy Stewart, na dalekim południu Nowej Zelandii. Wyspy te nie są na stałe zamieszkane poprzez człowieka, który odwiedza je sezonowo, od połowy marca do końca maja dla łowów młodych burzyka szarego dla mięsa i tłuszczu (muttonbirding). Dźwięki przypisywane Hakawai opisywano tam jako składające się z dwóch części. Pierwsza z nich to dźwięczny odgłos zapisywany po angielsku jako "hakwai, hakwai, hakwai". Następował po nim bezdźwięczny trzask, jakby jakiś przedmiot leciał w powietrzu z dużą szybkością. Zjawisko to słyszano podczas spokojnych, księżycowych nocy. Wydawał się dochodzić z wielkich wysokości.

## Poszukiwania
W latach osiemdziesiątych XX wieku ornitolog dr Colin Miskelly, badający nowozelandzkie bekasowate z rodzaju Coenocorypha, po usłyszeniu i utrwaleniu powietrznych pokazów bekasa wyspowego (Coenocorypha pusilla) dostrzegł możliwość, że dźwięki przypisywane Hakawai na Muttonbird Islands były wydawane przez niedawno wymarłego bekasa rdzawego (Coenocorypha iredalei), wtedy traktowanego jako podgatunek bekasa auklandzkiego (Coenocorypha aucklandica). Są to ptaki niewielkie, nie rzucające się w oczy, brązowej barwy, długości 21–24 cm.
Miskelly przepytał kilku łowców burzyków, który pamiętali, jak słyszeli wyróżniające się odgłosy Hakawai. Doszedł do wniosku, że jego widoczny zasięg występowania jednostajnie zmniejszał się przez lata aż do początku siódmej dekady XX wieku, kiedy więcej go już nie słyszano. Bezdźwięczne odgłosy Hakawai opisywano rozmaicie jako dźwięk łańcucha spuszczanego na łódź, strumienia gazów czy podnoszącej się żaluzji. Słyszący ten odgłos ogólnie reagowali nań strachem.
Spadek liczebności w kierunku zagłady przypominał sytuację bekasa rdzawego, którego ostatnia ostoja leżała na Muttonbird Islands, które zajmowały progresywnie szczury, dzikie koty i weka (Gallirallus australis). Ostatni znani przedstawiciele tego bekasa wymarli w 1964 na Big South Cape Island po przypadkowym wprowadzeniu na wyspę szczura śniadego.
Bekasowate z rodzajów Gallinago i Lymnocryptes, jak również z blisko z nimi spokrewnionego Scolopax uczestniczą w pokazach godowych z lotami odbywających się o zmierzchu i w księżycowe noce. Wydają wtedy z siebie mechaniczne odgłosy, jak bębnienie, beczenie czy dźwięk wiania, dzięki wibracjom zmodyfikowanych piór ogona dzięki ruchom powietrza, gdy ptak pikuje. Na ten temat pisał badacz wysp Chatham Miskelly. Odnotował on 3 różne rodzaje nocnych pokazów powietrznych. Wedle naukowca najbardziej widowiskowy obejmował zarówno składniki wokalne, jak i niewokalne. Ten pierwszy stanowił dwusylabowy odgłos powtarzany pięciokrotnie, identyczny jak w jednym z pokazów naziemnych terytorialnego samca bekasa wyspowego. Później następował długi trzask, podobny do odgłosu przepływającego powietrza. Następnie naukowiec zauważył, jak ptak zanurkował z korony sześciometrowego drzewa z wielką prędkością. Niewokalny komponent dźwięku składał się z 3 pasm (0,7 kHz, 0,9 kHz i 1,2 kHz), a trwał około 1,5 s. Badacz ten zwrócił również uwagę na podobieństwo bębniących i beczących odgłosów do występujących u rodzaju Gallinago wywołujący wibrację piór ogona, gdy ptak pikuje, przyśpieszając, na co badacz znalazł dowody u 2 z 24, które zdobył na South East Island od listopada 1983 do stycznia 1984. Dalej autor podnosi niezwykłość piór ogonowych bekasów, noszących na szczycie strukturę na kształt litery „V”. To właśnie jej przypisał wytwarzanie dźwięków przez wibracje.
Badanie przechowywanych w muzeach skór z kolekcji ptaków wykazało charakterystyczne uszkodzenia piór ogonowych samca bekasa rdzawego, wyspowego, C. aucklandica aucklandica i C. a. meinertzhagenae. Ten sam rodzaj uszkodzeń piór znaleziono u bekasa jarzębatego (C. huegeli), a odgłosy hakawai słyszano na wyspach Auckland i Wyspie Antypodów, jak też na Wyspie Campbella w wykonaniu C. a. perseverance.